# Ansongo (krets)
Ansongo är en krets i Mali.   Den ligger i regionen Gao, i den östra delen av landet, 1 000 km öster om huvudstaden Bamako.
Följande samhällen finns i Ansongo:
- Ansongo